# 欧洲首都大学联盟
欧洲首都大学联盟，又稱欧洲首都大学机构网（英語：Institutional Network of the Universities from the Capitals of Europe，缩写为UNICA)，是一个容纳近50所首都高等教育机构的网络联盟。是在1990年由法语布鲁塞尔自由大学最先提出，其宗旨在于加强欧洲首都的高校之间跨平台的信息沟通和交流，使这个教职工超过12万，学生人数超过150万的庞大机构能够在这个框架中加强学术上的紧密合作，同时也是博洛尼亚进程的具体实施即是将中东欧大学囊括进欧洲高等教育范围之中来，其官方联盟中心地选在比利时。

## 成员
（本列表更新时间：2019年8月）
截至2019年，欧洲首都大学联盟共有来自欧洲37个首都的51所院校。
2018年大会新申请加入的三个院校是：马德里自治大学（三年后重返）、帕特里斯·卢蒙巴俄罗斯人民友谊大学、意大利罗马第四大学。
| 国家       | 大学                                                   |
| ---------- | ------------------------------------------------------ |
| 阿尔巴尼亚 | 地拉那大学 地拉那理工大学                              |
| 奥地利     | 维也纳大学                                             |
| 比利时     | 荷兰语布鲁塞尔自由大学 法语布鲁塞尔自由大学            |
| 保加利亚   | 索非亚大学                                             |
|            | 萨格勒布大学                                           |
| 賽普勒斯   | 塞浦路斯大学                                           |
| 捷克       | 布拉格查理大学                                         |
| 丹麦       | 哥本哈根大学                                           |
| 爱沙尼亚   | 塔林大学 塔林理工大学                                  |
| 芬兰       | 赫尔辛基大学                                           |
| 法國       | 索邦大学 巴黎第九大学                                  |
| 德国       | 柏林自由大学 柏林洪堡大学                              |
| 希腊       | 雅典大学                                               |
| 匈牙利     | 罗兰大学                                               |
| 冰島       | 冰岛大学                                               |
| 爱尔兰     | 都柏林大学学院                                         |
| 義大利     | 罗马大学 罗马第二大学 罗马第三大学 罗马第四大学        |
| 拉脫維亞   | 拉脱维亚大学                                           |
| 立陶宛     | 维尔纽斯大学                                           |
| 盧森堡     | 卢森堡大学                                             |
| 北馬其頓   | 圣基里尔麦托迪大学                                     |
| 荷蘭       | 阿姆斯特丹大学                                         |
| 挪威       | 奥斯陆大学                                             |
| 波蘭       | 华沙大学                                               |
| 葡萄牙     | 里斯本大学 里斯本新大学                                |
| 羅馬尼亞   | 布加勒斯特大学                                         |
| 俄羅斯     | 莫斯科国立大学 國立高等經濟學院 俄罗斯人民友谊大学     |
| 塞爾維亞   | 贝尔格莱德大学                                         |
| 斯洛伐克   | 布拉迪斯拉发夸美纽斯大学                               |
| 斯洛維尼亞 | 卢布尔雅那大学                                         |
| 西班牙     | 马德里自治大学 马德里康普顿斯大学 马德里卡洛斯三世大学 |
| 瑞典       | 斯德哥尔摩大学                                         |
| 瑞士       | 洛桑大学                                               |
| 土耳其     | 安卡拉大学 中东科技大学                                |
| 乌克兰     | 基輔理工學院                                           |
| 英国       | 伦敦国王学院 爱丁堡大学                                |